# Резолюція Ради Безпеки ООН 16
Резолюція Ради Безпеки ООН 16 — резолюція, прийнята 10 січня 1947 року, яка визнала створення Вільної території Трієст.
Резолюція була прийнята 10 голосами. Австралія утрималася.

## Див. також
Резолюції Ради Безпеки ООН 1-100 (1946 — 1953)